# القلعة (بوقرة)
القلعة هو دُوَّار يقع بجماعة قلعة بوقرة، إقليم وزان، جهة طنجة تطوان الحسيمة في المملكة المغربية. ينتمي الدوّار لمشيخة بوقرة التي تضم 14 دوار. يقدر عدد سكانه بـ 392 نسمة حسب الإحصاء الرسمي للسكان والسكنى لسنة 2004.

## روابط خارجية
- البوابة الوطنية للجماعات الترابية
- المندوبية السامية للتخطيط